# Махаррам Навідкія
Махаррам Навідкія (перс. محرم نویدکیا, нар. 1 листопада 1982, Ісфаган) — іранський футболіст, що грав на позиції півзахисника.
Виступав, зокрема, за «Сепахан», а також національну збірну Ірану.

## Клубна кар'єра
Народився 1 листопада 1982 року в місті Ісфаган. Вихованець футбольної школи клубу «Сепахан». Дорослу футбольну кар'єру розпочав 1998 року в основній команді того ж клубу, в якій провів шість сезонів, взявши участь у 106 матчах чемпіонату. 
Згодом з 2004 по 2006 рік грав у складі команд клубів «Бохум» та «Сепахан» (на правах оренди).
У 2007 році повернувся до клубу «Сепахан», за який відіграв 9 сезонів. Завершив професійну кар'єру футболіста виступами за команду «Сепахан» у 2016 році.

## Виступи за збірну
У 2002 році дебютував в офіційних матчах у складі національної збірної Ірану. Протягом кар'єри у національній команді, яка тривала 8 років, провів у формі головної команди країни 25 матчів, забивши 1 гол.
У складі збірної був учасником чемпіонату світу 2006 року у Німеччині.

## Титули і досягнення
- Переможець Азійських ігор: 2002